# Exaltasamba
Exaltasamba é um grupo brasileiro de pagode formado em São Bernardo do Campo, em 1982. O grupo passou por diversas trocas de integrantes ao longo da sua história.
O seu álbum de estreia, Eterno Amanhecer, foi lançado em 1992, mas foi com o seu álbum homônimo de 1996 e a canção "Luz do Desejo" que alcançou sucesso nacional. Ao longo da sua trajetória, o grupo conquistou diversos prêmios, entre eles o prêmio Grammy Latino de Melhor Álbum de Samba/Pagode pelo álbum 25 Anos.
O grupo encerrou as suas atividades em 26 de fevereiro de 2012, após ter lançado 17 CDs e quatro DVDs, com mais de oito milhões de cópias vendidas,
Além da sua discografia continha, o grupo gravou e lançou dois álbuns com regravações das suas músicas: Exaltasamba Ao Vivo e Todos os Sambas Ao Vivo. O álbum Livre pra Voar é uma coletânea que contém canções de álbuns anteriores, com exceção da faixa-título, gravada somente para este CD.
Em 2016, o grupo retomou as suas atividades, com os integrantes originais Thell e Brilhantina, além de novos vocalistas, então lançando o álbum O Mundo Tá Girando, dando continuidade à sua história.

## História

### Carreira com antigos vocalistas
Em 1982, o grupo Exaltasamba foi fundado por Claudinei (percussão e voz) e o seu irmão Clóvis (cavaquinho e voz), quem deu o nome do grupo foi a mãe de ambos.
No final da década de 1980, o grupo passou a tocar para Jovelina Pérola Negra nas suas apresentações e, nessa época, o grupo também era chamado de "A Banda da Carioca Jovelina Pérola Negra". O Exaltasamba venceu o Festival de Música Popular de São Bernardo do Campo–SP. Em 1991 a Choppapo Produções Artísticas lançou o álbum Choppapo com vários artistas musicais, dentre eles, estava o Exaltasamba, que teve neste álbum, somente a música "Deixa Como Está".
Em 1992, o grupo, com outra formação e já sem os fundadores do grupo, o Exaltasamba lançou o primeiro álbum Eterno Amanhecer pela Kaskata's Records. O álbum foi gravado no estúdio Camerati SP – 24 Canais. O álbum teve a direção artística de Carlinhos Kaskatas e direção executiva de Carlos Roberto e Wagner Santos, produção fonográfica de Ritmo Quente e arranjos e regência de Maestro Jobam. A principal música do álbum: "Quero Sentir de Novo" (composição de Péricles que era vocalista do grupo com Juninho).
Em 1994, lançam o seu segundo CD Encanto (Kaskata's Records) que começou a fazer sucesso e atraiu vários empresários e gravadoras. A partir daí, o grupo começa a ter um melhor desempenho profissional, começa a fazer diversas apresendações e a aparecer em programas de rádios em São Paulo. Tendo a música "24 Horas De Amor" como o grande hit, executada em várias rodas de samba do Brasil e também nas rádios de São Paulo.
Mas, foi em 1996, que o Exaltasamba atingiu o sucesso nacional com o disco Luz do Desejo — lançado desta vez por outra gravadora a EMI-Odeon, com os sucessos "Telegrama", "Luz do Desejo" e "É você" e "Louca Paixão". A música "Luz do Desejo" foi a primeira música do grupo que fez sucesso nacional. O CD alcançou a marca de 750 mil cópias vendidas.
O quarto álbum do grupo, Desliga e Vem (EMI-Odeon) de 1997, superou o anterior em vendagem após chegar a um milhão cópias vendidas, em menos de seis meses. O álbum seguia o estilo romântico do anterior[carece de fontes?] e teve a música "Caixinha De Felicidade" em Homenagem a Xuxa Meneghel. Essa música foi tocada no Planeta Xuxa pelo Exaltasamba e o álbum teve a música "Amor e Amizade", que também fizeram esta música para a trilha sonora da novela Mulher. Este álbum contém a música "Presença de Paz" composta pelo Péricles que era vocalista do grupo em parceria com Izaías, Mally e Piscina. Outra canção composta pelo Péricles é "Teu Olhar"
Em 1998 o grupo lança o disco Cartão Postal que atingiu a marca de 1 milhão O álbum contém a canção "Todo Seu" composta por Péricles, Chrigor e Isaías. O vocalista Péricles compôs para esse álbum as canções "Jeitinho Manhoso" e "Teu coração" (esta canção em parceria com Prateado e Luiz Cláudio Picolé).
Esse CD fez com que o grupo ganhasse o prêmio Crowley duas vezes seguidas com a música: "Me Apaixonei Pela Pessoa Errada". Esta música foi um dos melhores videoclipes de pagode de MTV Video Music Brasil 1999. Porém, este videoclipe é desconhecido por várias pessoas, apesar da música ter sido a mais tocada das rádios do Brasil em janeiro e fevereiro de 1999. Ainda em 1999, o grupo gravou o álbum Mais uma Vez, mas o álbum só foi lançado no ano 2000.
No ano 2000, o grupo fez três shows nos Estados Unidos. Ainda em 2000, também foi lançado o disco Mais Uma Vez pela EMI-Music, que devido à música "Mega Star" (composição de Leandro Lehart, ex-integrante do Art Popular), venderam cem mil cópias em apenas uma semana. "Mega Star" foi umas das primeiras colocadas das rádios do Brasil e tocada nos programas de televisão em dia de domingo. O álbum Mais Uma Vez, ao ter também "Eu Você Sempre" (participação Jorge Aragão) nos primeiros lugares nas rádios brasileiras, conquistou o disco de platina. O álbum também contém a canção "Eu Quero Te Amar", que foi composta por Péricles e Isaías. A música "Eu Quero Te Amar" ficou sendo tocada por algumas rádios FM no eixo Rio-São Paulo e não saiu disso,. Ainda nesse álbum, tem a canção "Mais Forte Que Eu", que foi composta por Péricles, Chrigor, Thell e Isaías, além das canções "Pago Pra Ver" e "Beco Sem Saída", ambas compostas pelo Péricles.
Em 2001, o grupo lança o álbum Bons Momentos pela EMI, que teve boas vendas em São Paulo. A segunda música de trabalho do álbum foi "Choro de Alegria" (participação Zeca Pagodinho), que ficou sendo tocada pelas rádios. O disco tem a participação de Dominguinhos na música "Aonde Você For". O disco continha a música "Orora Analfabeta", a qual fizeram para a trilha sonora da novela As Filhas da Mãe, e a canção "Bons Momentos" (faixa título), composta por Péricles, Chrigor e Izaías.
Em 2002, o grupo lança o disco Exaltasamba Ao Vivo que foi um dos primeiros discos lançados pela EMI com proteção anticópia, porém essa tecnologia não era perfeita, dando assim, possibilidade de se copiar o disco. O disco foi o primeiro álbum ao vivo do grupo e as músicas foram escolhidas através de cartas e e-mails pelos fãs. A gravação do álbum aconteceu no dia 22 de maio de 2002 na casa de shows Olimpo (RJ) e foi produzido por Prateado. Esse disco é quase todo composto de relançamentos de músicas, com vários pot-pourris, com algumas músicas novas. No último bimestre de 2002, o vocalista Chrigor Lisboa deixa o grupo por estar deprimido, porque o seu pai, que sofria de diabetes, morreu de infarto. Dessa forma, o cantor preferiu sair do Exalta, para não trazer prejuízos ao grupo, às vendas, nem à agenda de shows.

### Carreira com o novo e o antigo vocalista

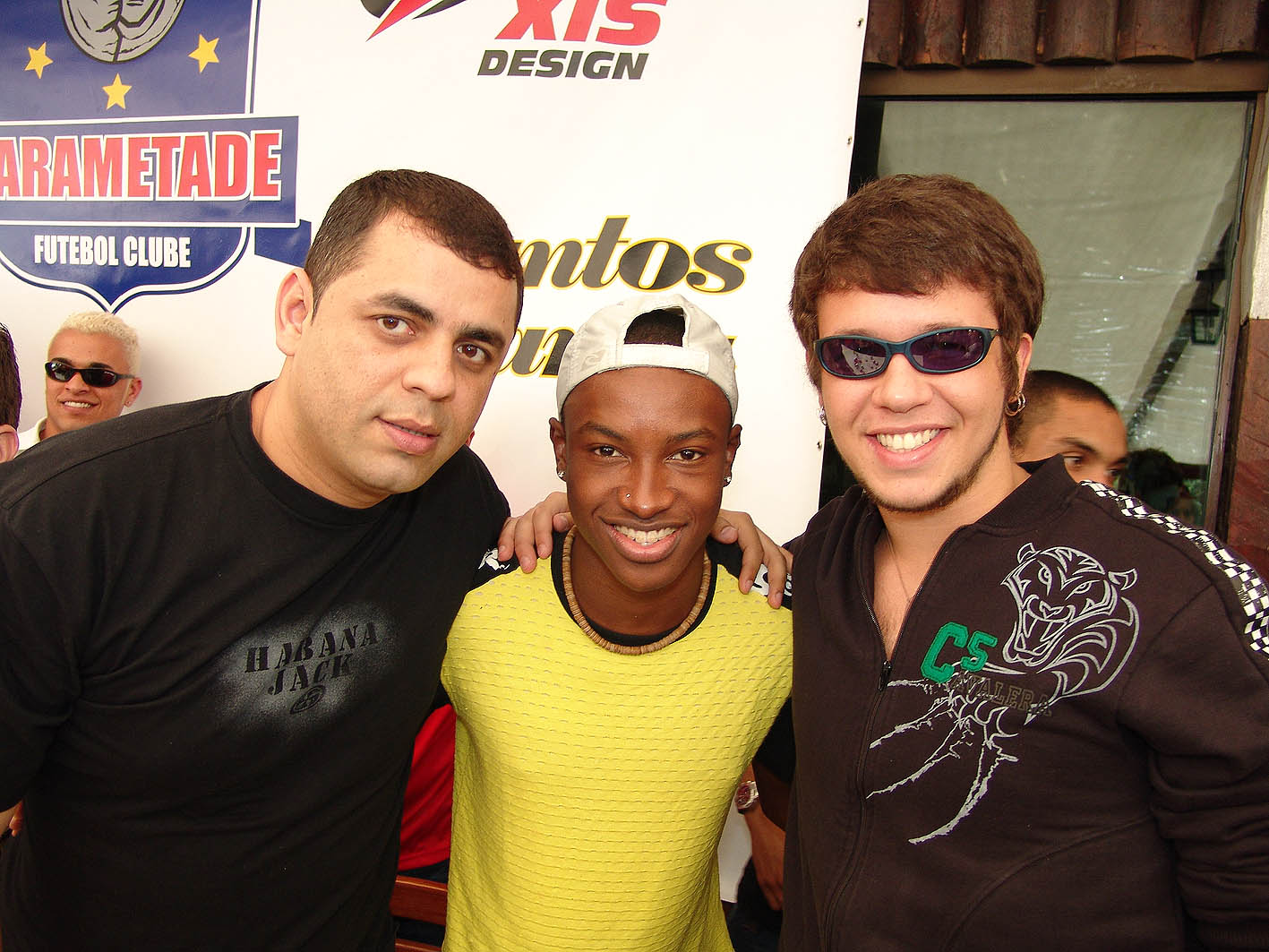
Pinha, Thiaguinho e Bruno (KLB) em um futebol beneficente em 2003.

Em 2003, o grupo foi ao Canecão e ficou junto à escola de samba Acadêmicos do Salgueiro. No mesmo ano, lançam o nono disco da banda Alegrando a Massa. O Exaltasamba relata num bate-papo no UOL, que o título deste álbum veio da junção de duas canções do álbum, "Samba Alegria" com "A Massa". A partir deste álbum, o cantor Thiaguinho integra aos vocais, para reforçar a linha de frente do grupo, ao lado de Péricles. Thiaguinho, antes de integrar o Exalta, participou do programa Fama da Rede Globo em 2002. O disco Alegrando a Massa teve a música "Estrela" (composição do Thiaguinho) como uma das mais pedidas nas rádios do Brasil. Mesmo com a "queda" do pagode da década de 90 o grupo continuou fazendo sucesso,[carece de fontes?] O álbum tem a participação de Alcione em "É Demais" e participação de Kl Jay e Edy Rock da banda Racionais MC's na música "Favela". O álbum contém a música "Aquela Canção" que é composição do Péricles com Izaías.
Em 2005, lançam o CD Esquema Novo com a direção de Cláudio Rabello, produção de Prateado, que também fez os arranjos, com Izaías e Jota Moraes. Nesse álbum, têm músicas no estilo pagode com influência da música pop e balanço da black music. A música "Inconformado" (composta por Andre Renato, Felipe Silva e Flavio Venutes) foi feita essa para a trilha sonora da América. A canção "Já Tentei" é composição de Filipe Duarte, que é integrante do Br'oz, em parceria com Rafael Brito. "O Grande Amor" é composição de Péricles e Thiaguinho que são vocalistas do grupo com Izaías. A música "Vinhos e lingeries" é composição do Thiaguinho. O álbum possui ainda, a música "Comida", que é uma releitura de Titãs, e "Meu Esquema", releitura de Mundo Livre S/A.
Em 2006, o grupo apostou no 11° álbum e primeiro DVD do grupo Todos os Sambas Ao Vivo, gravado no dia 26 de abril no Porto Alcobaça (uma casa de show paulista). Tem a participação de Arlindo Cruz na faixa "Cara do Gol (Bola e o Craque) / Esquadrão do Samba" e alguns pout-pourris. O álbum foi produzido por Fábio Francisco e dirigido por Claudio Rabello. O disco contou com relançamentos de músicas do Exalta, e um dos sucessos foi "Faz Falta" (composição de Thiaguinho, Cláudio Bonfin e Índio). Após o lançamento deste álbum, o integrante Izaías sai do grupo.
Em 2007, lançam o álbum Livre pra Voar. A música "Livre pra Voar" (faixa título composição de Thiaguinho e Rodriguinho) fez sucesso nesse álbum. Esse disco também apresenta relançamentos de músicas do grupo. Tem as participações de Alcione e Jorge Aragão, além do ex-vocalista do grupo Chrigor, em três canções.
Ainda em 2017, lançam outro álbum, seu 13°, e o segundo DVD, Pagode do Exalta Ao Vivo que foi gravado em junho, em Cabral (São Paulo). O principal hit do DVD — também a música "Livre pra Voar" — que chegou a ter mais de 50 mil downloads pagos. A música Livre Pra Voar fez sucesso nacional. Este álbum contém a canção "Graça" composta pelo Thiaguinho com Rodriguinho. O álbum fez sucesso em todas as classes sociais.
Ao Vivo na Ilha Da Magia é o 14° álbum e o terceiro DVD do grupo, gravado no Costão do Santinho Resort & SPA, perto da praia, nas datas 20 e 21 de dezembro de 2008, na cidade de Florianópolis, em Santa Catarina. Na gravação deste álbum, além do grupo, tiveram 12 músicos de apoio. A música de sucesso foi "Valeu", que ganhou o Prêmio Música Digital por ser a música mais vendida de todas as músicas de pagode e de samba. O álbum Ao Vivo Na Ilha da Magia foi indicado ao Grammy Latino de Melhor Álbum de Samba/Pagode. Outro single desse álbum, que se tornou hit nas rádios, foi a música "Abandonado". As seguintes canções deste álbum, foram compostas pelo Thiaguinho: "Valeu" (com Rodriguinho), "Abandonado" (com Pézinho), "Duas Vidas Num Só Ideal" (com Pézinho), "Céu e Fé" (com Bruno Cardoso).
Em 2010, o grupo participou do álbum musical Cama de Gato, da novela Cama de Gato, somente com o samba "Eu Não Sou Santo" (composição de Bezerra da Silva). Também lançaram o disco Roda de Samba do Exalta no primeiro bimestre de 2010. Esse álbum tem várias músicas gravadas ao vivo. Esse referido álbum teve bom desempenho na CD – TOP 20 Semanal, e ainda tem a música "Palavras de Amigo" composta pelo Thiaguinho com Rodriguinho. Cada música do disco tem a participação de um convidado, e neste mesmo ano, o Exaltasamba teve a música "O Que Eu Quero Mais É Ser Rei" (que é uma versão de "I Just Can't Wait To Be King") no disco Disney Adventures in Samba com a produção de Alceu Maia e selo Walt Disney Records.
Continuando em 2010, lançaram o seu 16° álbum, quarto DVD e primeiro Blu-Ray do grupo, 25 Anos, gravado ao vivo, no dia 5 de junho de 2010, no Estádio Palestra Itália na cidade de São Paulo. Nesta gravação, compareceram 35 mil pessoas. Este trabalho teve a produção de Zé Carratu e direção de Joana Mazzuchelli. Com foco na música "Tá Vendo Aquela Lua", em setembro de 2010, a música chegou ao número um da tabela musical do Brasil Hot 100 Airplay. Teve várias participações especiais como, Chitãozinho & Xororó, Mariana Rios, Padre Reginaldo Manzotti, Mr. Catra, Rodriguinho e da Orquestra Versão Brasileira. A Orquestra Versão Brasileira fez a abertura do álbum e acompanhou o grupo em 12 músicas. Parte das músicas do álbum foi composta pelos vocalistas do grupo. Neste mesmo ano, o Exaltasamba participou da apresentação especial de Natal com Roberto Carlos, cantando a música "O Rei Da Beija Flor" (composição de Eduardo Lages, Erasmo Carlos e Paulo Sérgio), que foi um samba em homenagem ao rei Roberto Carlos. Este show com o Roberto Carlos aconteceu no Rio de Janeiro na Praia de Copacabana.
Em 2011, o Exaltasamba ganhou o prêmio Grammy Latino de Melhor Álbum de Samba/Pagode pelo álbum 25 Anos. No final deste ano, o Marcelo Soares diretor da Som Livre, foi em um show do Exalta entregar uma placa em comemoração deste prêmio. Neste ano, lançaram este álbum em LP e também um novo álbum chamado de Tá Vendo Aquela Lua. Este último, traz as músicas "Tá Vendo Aquela Lua" com o nome de "Tá Vendo Aquela Lua Remix", "Um Minuto" e "Livre Pra Voar" num ritmo completamente diferente. Em novembro de 2011, o integrante Brilhantina se afastou dos shows do grupo. Segundo a assessoria de imprensa do Exaltasamba, Brilhantina tinha dor nas costas e por isso se afastou.
Em 2012, nos meses janeiro e fevereiro, a banda Exaltasamba fez uma turnê de shows chamada de Roda de Samba do Exalta, que acontecia semanalmente no Vivo Rio no Rio de Janeiro. O grupo também fez vários shows por todo o Brasil. Este teve, aproximadamente, três horas de duração, e foram tocadas 50 músicas de diversas épocas do Exaltasamba, além de alguns funks. A última apresentação foi em 22 de fevereiro de 2012 (numa quarta-feira de cinzas) no Rio Centro, na capital do Rio de Janeiro. Por volta das 19 horas, quando o Exalta subiu ao palco, muitas pessoas da plateia choraram, a Regina Casé foi neste show dar um abraço nos integrantes do Exaltasamba e a despedida oficial foi em 26 de fevereiro de 2012 no programa "Esquenta" da Rede Globo, apresentado por Regina Casé.

### O "recesso" do grupo
Em 5 de junho de 2011, durante apresentação no programa Domingão do Faustão, o vocalista Péricles surpreendeu ao dizer que o grupo iria encerrar as suas atividades, e afirmou que cada um seguiria um projeto paralelo. Thiaguinho, afirmou que iria seguir carreira solo. Brilhantina, disse que ficou triste com a decisão. Pinha, afirmou que iria ver um modo de ficar na música. E Thell, que falou que iria estudar bateria. Devido ao anúncio, o programa bateu recorde de audiência naquele ano, chegando a 22 pontos e 39% de participação.
Thiaguinho (vocalista do grupo) explicou ao R7 Entretenimento que ele não tinha esse poder todo de acabar com o Exaltasamba. O grupo acabou, pois o outro vocalista, o Péricles, também quis seguir carreira solo, e assim, sem os dois vocalistas não teria como continuar.
Com o fim do grupo, Péricles e Thiaguinho fizeram carreira solo. Pinha passou a ser músico de apoio de Péricles. A partir de 2014, Thell e Brilhantina passaram a serem músicos de apoio do projeto Amigos do Pagode 90. Pinha passou a se conhecido como "Pinha Presidente", lançando em 2015 um EP intitulado O Nosso Presidente pela Radar Records.

### Retorno do grupo
Em 2015, foi feito uma turnê de shows chamada A Gente Faz A Festa que reunia três ex-vocalistas do grupo: Péricles, Chrigor e Thiaguinho, além de alguns ex-integrantes, como Izaías e Pinha. No entanto, Thell e Brilhantina não foram chamados. Ambos já disseram em entrevistas que não concordavam com o fim do Exaltasamba e que gostariam que o grupo continuasse. Então responsável pelo grupo, José Lima sugeriu que a ausência deles na turnê e a vontade de Thell e Brilhantina continuar o grupo fez causar um mal-estar em todos os integrantes.
Em 2015, Thell e Brilhantina voltaram a manifestar o desejo de retornarem com o Exaltasamba e o caso foi parar na justiça. Pinha os processou, com Péricles e Thiguinho se juntando ao processo para tentar proibir Thell e o Brilhantina de usarem o nome Exaltasamba. A justiça deu o direito a Thell e Brilhantina de retornarem com o Exaltasamba, pois os outros três músicos abandonaram a banda, mas o caminho estaria livre para Péricles, Thiaguinho, Pinha e até Chrigor voltarem, segundo o produtor José Lima — que chegou a convidar Chrigor, mas ele recusou por querer investir na sua carreira. Péricles e Thiaguinho não se manifestaram.
Em 2015, o anúncio do retorno do Exaltasamba obteve comentários dos seus fãs nas redes sociais. Nego Branco foi o primeiro a ser escolhido para ser novo vocalista do Exaltasamba. Posteriormente Romero Ribeiro, ex-participante do programa "The Voice Brasil", e Jeffinho, ex-integrante do grupo Estilo de Ser, também foram confirmados nos vocais. Também estava previsto para se tocar nas rádios, uma música a partir de 1 de março de 2016.
José Lima, empresário do grupo, respondeu: "É lamentável essa concorrência desleal ao permitir que os promotores e produtores locais dos shows pelo Brasil tentem vender de forma dissimulada para o público o que seria a volta do Exaltasamba para comemorar os 30 anos do grupo. Ainda mais porque é de pleno conhecimento deles que, por decisão judicial vigente, quem pode estar no mercado com todas as atividades do Exaltasamba são seus dois fundadores remanescentes: Thell e Brilhantina"

### Carreira com outros vocalistas
Em 2016, foi lançada a música "Pé Na Porta" (composição de Edgar do Cavaco, Felipe Loshi e Vitinho), e esta música foi primeira canção de divulgação no novo CD, O Mundo Tá Girando. O primeiro show do retorno do grupo foi no dia 20 de março de 2016, no Bulls Club em São Paulo.
Em janeiro de 2017, Romeiro Ribeiro deixa de integrar o Exaltasamba, regressando para a banda Acaiaca e planejando uma carreira solo. O cantor alegou que devido o crescimento da sua filha, ele tomou a decisão de sair do grupo, além do seu desejo de tocar além de samba e pagode. O grupo passou assinar muitas vezes no seu material de trabalho simplesmente a palavra Exalta.
Em 2018, o Exaltasamba fez uma participação na canção "Te Fazer o Bem", da banda Tchê Chaleira — nela foi utilizado o nome Exaltasamba e não simplesmente a palavra Exalta. Por volta de junho do mesmo ano,[carece de fontes?] o cantor Magrão (ex-Estylo de Ser) é anunciado como o novo vocalista. Ao mesmo tempo, Nego Branco deixa o Exalta para fazer carreira solo. Em 2019, o Exalta lança "Aos Seus Cuidados", segundo álbum do grupo desde o seu retorno, contendo canções inéditas e regravações de sucessos. Em 2022 ocorre uma nova troca: Magrão deixa o grupo, sendo substituído por Douglitz. Pouco depois, Izaque Luiz é anunciado como o quinto integrante do Exalta.

## Integrantes

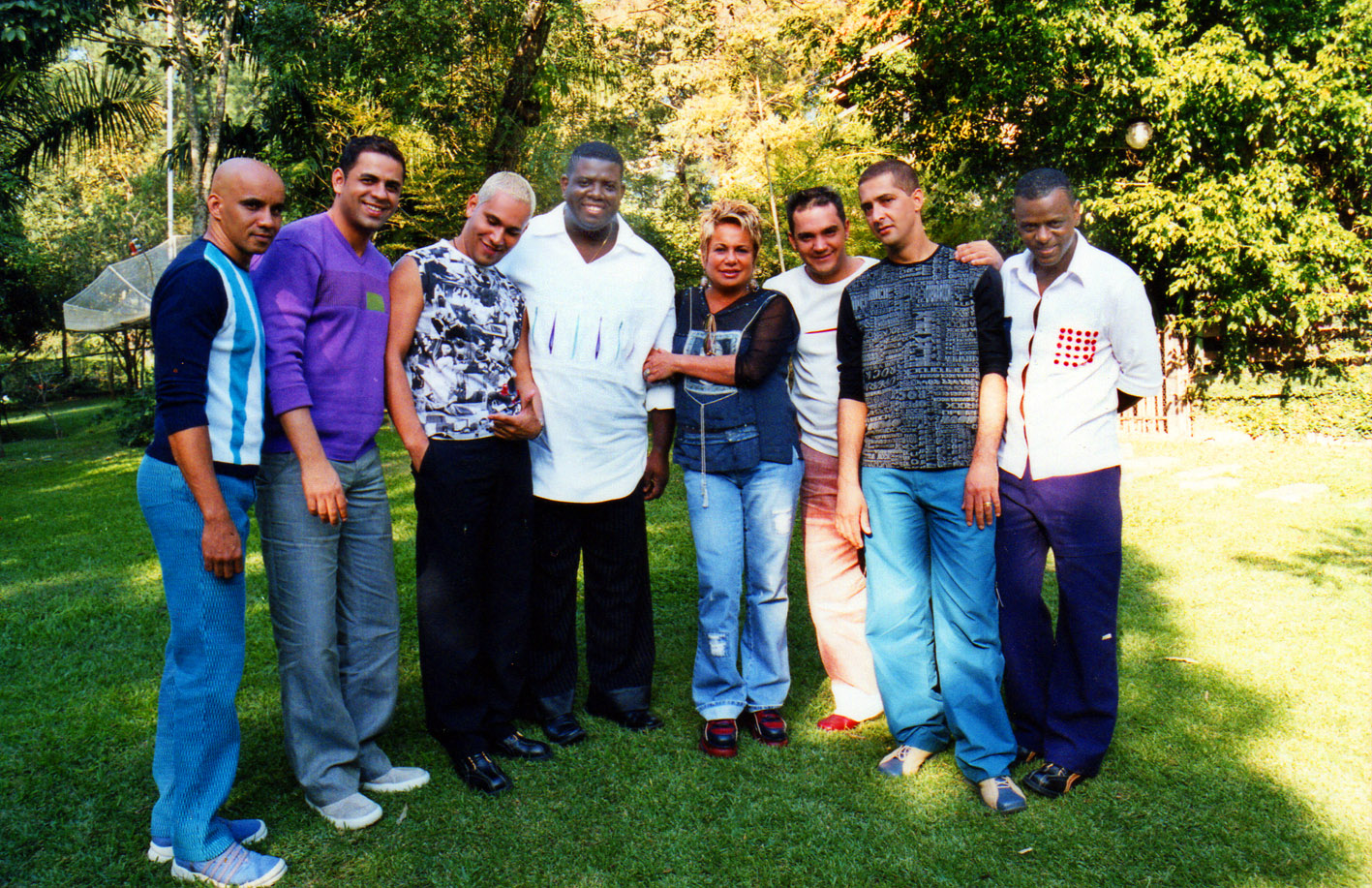
Exaltasamba no Spa 7 em 2001.

### Formação atual
| Integrantes        | Integrantes                        | Integrantes           | Integrantes             | Integrantes                                                                  | Integrantes                                    | Integrantes                          |
| Pseudônimo ou nome | Nome completo                      | Data de nascimento    | Origem                  | Instrumento                                                                  | Período                                        | Observações                          |
| ------------------ | ---------------------------------- | --------------------- | ----------------------- | ---------------------------------------------------------------------------- | ---------------------------------------------- | ------------------------------------ |
| Thell              | Valdair Etelvino de Oliveira       | 12 de outubro de 1961 | São Caetano do Sul (SP) | Bateria (até 2001) e passou a tocar tantã após a saída de Marquinhos em 2001 | início do grupo–2012 2016–atual                | Ex-bancário                          |
| Brilhantina        | Paulo Elias Ferreira               | 9 de agosto de 1966   | São Caetano do Sul (SP) | cavaquinho                                                                   | início do grupo–novembro de 2011 2016–presente | Ex-pedreiro                          |
| Jeffinho           | Jefferson Clemente Machado         | 6 de março de 1994    | Rio de Janeiro (RJ)     | vocalista e pandeiro                                                         | 2016–presente                                  | Ex-integrante do grupo Estylo de Ser |
| Douglitz           | Douglas Celestino dos Santos Braga | 26 de junho de 1987   | São Paulo (SP)          | vocalista                                                                    | março de 2022[carece de fontes?]–presente      | Tinha carreira solo                  |
| Izaque Luiz        | Izaque Luiz Miranda                | 30 de maio de 1992    | São Paulo (SP)          | vocalista                                                                    | junho de 2022–presente                         | Tinha carreira solo                  |

### Ex-integrantes
| Ex-integrantes     | Ex-integrantes                      | Ex-integrantes         | Ex-integrantes                     | Ex-integrantes                                   | Ex-integrantes               | Ex-integrantes | Ex-integrantes |
| Pseudônimo ou nome | Nome completo                       | Data de nascimento     | Origem                             | Instrumento                                      | Período                      | Observações |                |
| ------------------ | ----------------------------------- | ---------------------- | ---------------------------------- | ------------------------------------------------ | ---------------------------- | --- | -------------- |
| Magrão             | Ítalo Pereira Silva                 | 1994                   | Rio de Janeiro (RJ)                | vocalista                                        | junho de 2019–março de 2022  | Antes de integrar ao Exalta, foi integrante do grupo Estylo de Ser e teve uma curta passagem na carreira solo. |                |
| Nego Branco        | Emerson Aita                        | 1 de fevereiro de 1980 | São Paulo (SP)                     | vocalista                                        | 2016–junho de 2018           | Fez carreira solo |                |
| Romero Ribeiro     | Romero Ribeiro                      | c. 1980                | morou no Rio de Janeiro e no Ceará | vocalista e banjo                                | 2016–janeiro de 2017         | Antes de integrar o Exaltasamba, integrou a banda Acaiaca e participou do The Voice Brasil (3.ª temporada) |                |
| Péricles           | Péricles Aparecido Fonseca de Faria | 22 de junho de 1969    | Santo André (SP)                   | vocalista e banjo                                | Início do grupo–2012         | Ex-barbeiro, já foi inspetor de alunos e trabalhou em montadora de carros. Compôs diversas canções do Exaltasamba. Fez carreira solo. |                |
| Thiaguinho         | Thiago André Barbosa                | 11 de março de 1983    | Presidente Prudente (SP)           | vocalista                                        | 2003–2012                    | Antes de integrar o Exaltasamba, integrou os grupos Sabe de Mais e Samba e Suor e também participou do programa Fama da Rede Globo. Compôs diversas canções do Exaltasamba. Fez carreira solo.                                                              |                |
| Pinha              | João Sérgio Ferreira da Silva       | 14 de junho de 1969    | São Bernardo do Campo (SP)         | repique de mão e vocalista em "Eterno Amanhecer" | início do grupo–2012         | Ex-bancário, passou a ser conhecido como Pinha Presidente em carreira solo, já colaborou na carreira solo do cantor Péricles |                |
| Izaías             | Isaias Marcelo Leandro              | 11 de julho de 1965    | Terra Rica (PR)                    | violão                                           | 1994 –2006                   | Último álbum notável do Exaltasamba, com Izaías na formação, foi Todos os Sambas Ao Vivo, já colaborou na carreira solo de Péricles |                |
| Chrigor            | Chrigor Lisboa                      | 11 de julho de 1974    | Santo André (SP)                   | vocalista e pandeiro                             | 1993–último bimestre de 2002 | Último álbum notável do Exaltasamba, com o Chrigor na formação, foi Exaltasamba Ao Vivo, NÃO existe participação real dele no álbum Livre pra Voar por conta de ser uma coletânea musical que reúne faixas já gravadas de outros álbuns. Fez carreira solo. |                |
| Marquinhos         | Marcos André Ferreira               | 2 de janeiro de 1969   | São Caetano do Sul (SP)            | tantã                                            | início do grupo–2001         | Último álbum notável do Exaltasamba, com Marquinhos na formação, foi Bons Momentos |                |

Outros ex-integrantes
Esses são integrantes do início da carreira, os irmãos Clóvis e Claudinei foram os fundadores do grupo:
- Celo — tamborim (até 1992?): somente se sabe que participou do álbum Eterno Amanhecer.
- Tortinho — banjo (até 1992?): somente se sabe que participou do álbum Eterno Amanhecer.
- Bi
- Breno
- Carlão
- Cicinho
- Claudinei (fundador do grupo em 1982)
- Cléber Bittencourt
- Clóvis (fundador do grupo em 1982)
- Dema
- Duda
- Gê do Pandeiro
- Joãozinho
- Laércio da Costa
- Luciano
- Risadinha
- Marcelo

### Linha do Tempo
O álbum "Bons momentos", de 2001, marcou a despedida de Marquinhos do Exaltasamba. Não se sabe o real motivo de sua saída, mas há alguns relatos de que o seu desligamento se deve por conta do músico ter se desentendido com alguns integrantes do grupo.

### Formações
- Formação do álbum Eterno Amanhecer: Brilhantina, Celo, Marquinhos, Péricles, Pinha, Thell, Tortinho[90]
- Formação de 1996: Brilhantina, Marquinhos, Péricles, Pinha, Thell, Chrigor (entrou em 1993), Izaías (entrou em 1994)
- Formação de 2001 até o fim de 2002: Brilhantina, Péricles, Pinha, Thell, Chrigor, Izaías
- Formação de 2003 até 2006: Brilhantina, Péricles, Pinha, Thell, Izaías e Thiaguinho
- Formação de 2006 até novembro de 2011: Brilhantina, Péricles, Pinha, Thell e Thiaguinho
- Formação de novembro 2011 até final de fevereiro de 2012: Péricles, Pinha, Thell e Thiaguinho (o Brilhantina ficou de férias por conta de dores das costas, mas continuou sendo sócio do Exaltasamba)
- Formação de 2016 até janeiro de 2017 Thell, Brilhantina, Nego Branco, Romero Ribeiro e Jeffinho.
- Formação a partir de janeiro de 2017: Thell, Brilhantina, Nego Branco e Jeffinho
- Formação a partir de junho de 2018: Thell, Brilhantina, Jeffinho e Magrão
- Atual formação: Thell, Brilhantina, Jeffinho, Douglitz e Izaque Luiz

## Discografia
A discografia de Exaltasamba até 2019 foram mais que 17 CDs e 4 DVDs. Venderam mais de 8 milhões de discos. Destes álbuns, mais de 9 são álbuns de estúdio e mais de 5 são álbuns ao vivo. Vários álbuns receberam certificações da Associação Brasileira dos Produtores de Discos (ABPD).

### Principais álbuns
| Álbuns | Álbuns                   | Álbuns                | Álbuns                    | Álbuns                                  | Álbuns  |
| Ano    | Título                   | Mídia                 | Gravadora                 | Certificação da ABPD                    | Tipo    |
| ------ | ------------------------ | --------------------- | ------------------------- | --------------------------------------- | ------- |
| 1992   | Eterno Amanhecer         | LP e CD               | Kaskata's Records         | —                                       | Estúdio |
| 1994   | Encanto                  | LP e CD               | Kaskata's Records         | —                                       | Estúdio |
| 1996   | Luz do Desejo            | LP e CD               | EMI-Odeon                 | Vendas: 750.000 2× Platina Ouro         | Estúdio |
| 1997   | Desliga e Vem            | LP e CD               | EMI-Odeon                 | Vendas: 800.000 2× Platina Platina Ouro | Estúdio |
| 1998   | Cartão Postal            | CD                    | EMI-Odeon                 | Vendas: 1.250.000 Platina Ouro          | Estúdio |
| 2000   | Mais Uma Vez             | CD                    | EMI-Music                 | Vendas: 750.000 Platina Ouro            | Estúdio |
| 2001   | Bons Momentos            | CD                    | EMI                       | Vendas: 500.000 Ouro                    | Estúdio |
| 2002   | Exaltasamba Ao Vivo      | CD                    | EMI                       | Vendas: 1.250.000 Platina               | Ao vivo |
| 2003   | Alegrando a Massa        | CD                    | EMI                       | Vendas: 25.000 —                        | Estúdio |
| 2005   | Esquema Novo             | CD                    | EMI                       | Vendas: 50.000 Ouro                     | Estúdio |
| 2006   | Todos os Sambas Ao Vivo  | CD e DVD              | EMI                       | Vendas: 50.000 Ouro                     | Ao vivo |
| 2007   | Pagode do Exalta Ao Vivo | CD e DVD              | EMI                       | Vendas: 50.000 Ouro                     | Ao vivo |
| 2009   | Ao Vivo na Ilha da Magia | CD, DVD e Blu-Ray     | EMI                       | Vendas: 100.000 Ouro (CD) Platina (DVD) | Ao vivo |
| 2010   | 25 Anos                  | LP, CD, DVD e Blu-Ray | Som Livre e Radar Records | Ao vivo                                 |         |
| 2016   | O Mundo Tá Girando       | EP / Download digital |                           | —                                       | Estúdio |
| 2019   | Aos Seus Cuidados        | EP / Download digital |                           | —                                       | Estúdio |

### Principais coletâneas musicais
Estas são as coletâneas musicais mais importantes do Exaltasamba. Isto significa que estes discos contém faixas retiradas de outros discos lançados.
| Álbuns | Álbuns                  | Álbuns | Álbuns        | Álbuns               | Álbuns    |
| Ano    | Título                  | Mídia  | Gravadora     | Certificação da ABPD | Tipo      |
| ------ | ----------------------- | ------ | ------------- | -------------------- | --------- |
| 2007   | Livre pra Voar          | CD     | EMI           | —                    | Coletânea |
| 2010   | Roda de Samba do Exalta | CD     | Som Livre     | —                    | Coletânea |
| 2011   | Tá Vendo Aquela Lua     | CD     | Radar Records |                      | Coletânea |

### Outros
| Álbuns | Álbuns                                                | Álbuns        | Álbuns                                                           |
| Ano    | Título                                                | Mídia         | Gravadora                                                        |
| ------ | ----------------------------------------------------- | ------------- | ---------------------------------------------------------------- |
| ????   | Exaltasamba Ao Vivo no Buraco Quente                  | áudio         | Álbum feito por fã e ou cancelado Gravado com integrante Chrigor |
| 2000   | Série Bis Platina                                     | CD            | EMI                                                              |
| 2001   | Série Para Sempre                                     | CD            | EMI                                                              |
| 2002   | Série Identidade                                      | CD            | EMI                                                              |
| 2005   | Série Eu Sou O Samba                                  | CD            | EMI                                                              |
| 2006   | Série Bis                                             | CD            | EMI                                                              |
| 2012   | Nossa História                                        | Box           | Som Livre                                                        |
| 2012   | Multishow Ao Vivo - Despedida                         | áudio e vídeo | Álbum feito por fã e ou cancelado                                |
| 2016   | "Exaltasamba no Estúdio Showlivre (Acústico ao Vivo)" | Digital       | Showlivre                                                        |

- Continuo Pronto / Tá Vendo Aquela Lua - Single (lançamento 2017, não é propriamente um álbum, mas contém duas músicas, são as canções "Continuo Pronto" e "Tá Vendo Aquela Lua", formato download digital)

### Participações
| Álbuns | Álbuns                     | Álbuns   | Álbuns                        |
| Ano    | Título                     | Mídia    | Gravadora                     |
| ------ | -------------------------- | -------- | ----------------------------- |
| 1991   | Choppapo                   | LP       | Choppapo Produções Artísticas |
| 2010   | Disney Adventures in Samba | CD e DVD | Walt Disney Records           |
| 2010   | Cama de Gato               | CD       | Som Livre                     |

### Singles

#### Sucessos
| Ano  | Canção                                    | Paradas | Álbum                    |                |
| ---- | ----------------------------------------- | ------- | ------------------------ | -------------- |
| 1992 | "Quero Sentir de Novo"                    | —       | Eterno Amanhecer         |                |
| 1993 | "Eterno Amanhecer"                        | —       | Eterno Amanhecer         |                |
| 1994 | "24 Horas de Amor"                        | —       | Encanto                  |                |
| 1994 | "Gandaia"                                 | —       | Encanto                  |                |
| 1995 | "Oposto do Meu Ser"                       | —       | Encanto                  |                |
| 1996 | "Telegrama"                               | —       | Luz do Desejo            |                |
| 1996 | "Luz do Desejo"                           | —       | Luz do Desejo            |                |
| 1996 | "É Você"                                  | —       | Luz do Desejo            |                |
| 1997 | "Gamei"                                   | —       | Luz do Desejo            |                |
| 1997 | "Louca Paixão"                            | —       | Luz do Desejo            |                |
| 1997 | "Armadilha"                               | —       | Luz do Desejo            |                |
| 1997 | "Doidinho"                                | —       | Luz do Desejo            |                |
| 1997 | "Sem o Teu Calor"                         | —       | Desliga e Vem            |                |
| 1998 | "Amor e Amizade"                          | —       | Desliga e Vem            |                |
| 1998 | "Desliga e Vem"                           | —       | Desliga e Vem            |                |
| 1998 | "Preciso de Amor"                         | —       | Desliga e Vem            |                |
| 1998 | "Desejo Contido"                          | —       | Desliga e Vem            |                |
| 1998 | "Tá Na Hora de Ir"                        | —       | Desliga e Vem            |                |
| 1998 | "Cartão Postal"                           | —       | Cartão Postal            |                |
| 1999 | "Me Apaixonei Pela Pessoa Errada"         | 4       | Cartão Postal            |                |
| 1999 | "Carona do Amor"                          | 8       | Cartão Postal            |                |
| 1999 | "Vem Pra Ficar Comigo"                    | 41      | Cartão Postal            |                |
| 1999 | "Ela Entrou na Dança"                     | 32      | Cartão Postal            |                |
| 1999 | "Moleque Atrevido"                        | —       | Cartão Postal            |                |
| 2000 | "Mais Uma Vez"                            | 24      | Mais Uma Vez             |                |
| 2000 | "Megastar"                                | 25      | Mais Uma Vez             |                |
| 2000 | "Eu e Você Sempre" (Part. Jorge Aragão)   | 45      | Mais Uma Vez             |                |
| 2000 | "Quem É Você"                             | 47      | Mais Uma Vez             |                |
| 2001 | "Pago Pra Ver"                            | —       | Mais Uma Vez             |                |
| 2001 | "Faça o Que Eu Digo"                      | 1       | Bons Momentos            |                |
| 2001 | "Choro de Alegria" (Part. Zeca Pagodinho) | 19      | Bons Momentos            |                |
| 2001 | "Eu Choro"                                | 25      | Bons Momentos            |                |
| 2002 | "Pra Não Pensar Em Você"                  | 21      | Exaltasamba Ao Vivo      |                |
| 2002 | "40 Graus de Amor"                        | 31      | Exaltasamba Ao Vivo      |                |
| 2003 | "Espere Por Mim Morena"                   | 33      | Exaltasamba Ao Vivo      |                |
| 2003 | "A Carta"                                 | 18      | Alegrando a Massa        |                |
| 2003 | "É Demais" (Part. Alcione)                | 52      | Alegrando a Massa        |                |
| 2004 | "Favela"                                  | 47      | Alegrando a Massa        |                |
| 2004 | "Estrela"                                 | 17      | Alegrando a Massa        |                |
| 2004 | "Por Tão Pouco"                           | 17      | Alegrando a Massa        |                |
| 2005 | "Já Tentei"                               | 7       | Esquema Novo             |                |
| 2005 | "Vinhos e Lingeries"                      | 26      | Esquema Novo             |                |
| 2006 | "Inconformado"                            | 25      | Esquema Novo             |                |
| 2006 | "Graça"                                   | 39      | Esquema Novo             |                |
| 2006 | "Faz Falta"                               | 27      | Todos os Sambas Ao Vivo  |                |
| 2006 | "Acaba Tudo Bem"                          | —       | Todos os Sambas Ao Vivo  |                |
| 2007 | "Como Nunca Amei Ninguém"                 | 33      | Todos os Sambas Ao Vivo  |                |
| 2007 | "Livre pra Voar"                          | 8       | Livre pra Voar           |                |
| 2007 | "Tchau e Bença"                           | 29      | Pagode do Exalta Ao Vivo |                |
| 2008 | "Anjo Meu"                                | 29      | Pagode do Exalta Ao Vivo |                |
| 2008 | "Nuvem de Algodão"                        | 33      | Pagode do Exalta Ao Vivo |                |
| 2008 | "Jogo de Sedução"                         | 34      | Pagode do Exalta Ao Vivo |                |
| 2009 | "Abandonado"                              | 21      | Ao Vivo na Ilha da Magia |                |
| 2009 | "Valeu"                                   | 44      | Ao Vivo na Ilha da Magia |                |
| 2009 | "Fui"                                     | 18      | Ao Vivo na Ilha da Magia |                |
| 2009 | "Calma Amor"                              | 54      | Ao Vivo na Ilha da Magia |                |
| 2010 | "A Gente Bota Pra Quebrar"                | 21      | Ao Vivo na Ilha da Magia |                |
| 2010 | "Céu e Fé"                                | 29      | Ao Vivo na Ilha da Magia |                |
| 2010 | "Tá Vendo Aquela Lua"                     | 1       | 25 Anos                  |                |
| 2010 | "Um Minuto"                               | 7       | 25 Anos                  |                |
| 2010 | "Viver sem Ti" (Part. Mariana Rios)       | 1       | 25 Anos                  |                |
| 2011 | "A Gente Faz a Festa" (Part. Mr. Catra)   | 2       | 25 Anos                  |                |
| 2011 | "Não Seria Justo"                         | 5       | 25 Anos                  |                |
| 2011 | "Toda Forma de Amor"                      | 29      | 25 Anos                  | align="center" |

#### Singlespromocionais
| Ano  | Canção                   | Paradas | Álbum                         |
| ---- | ------------------------ | ------- | ----------------------------- |
| 2001 | "Onora Analfabeta"       | —       | Bons Momentos                 |
| 2008 | "Dança do Bole-Bole"     | —       | Pagode do Exalta Ao Vivo      |
| 2009 | "Eu Não Sou Santo"       | —       | Cama de Gato                  |
| 2009 | "Atire a Primeira Pedra" | —       | Apenas Single                 |
| 2011 | "Toda Forma de Amor"     | 29      | Exaltasamba – 25 Anos Ao Vivo |

Singles promocionais usando o nome simplesmente Exalta
- Continuo Pronto (lançamento 2017, formado download digital)
- Tá Vendo Aquela Lua (lançamento 2017, formato download digital, no YouTube está disponível um videoclipe oficial no canal Exalta Oficial)

Singles como artista convidado
| Ano  | Canção                                                           | Paradas | Álbum |
| ---- | ---------------------------------------------------------------- | ------- | ----- |
| 2018 | "Te Fazer O Bem" (Tchê Chaleira participação Exaltasamba/Exalta) | —       | —     |

## Composições
| Canção                     | Álbum                    | Compositores                                        |
| -------------------------- | ------------------------ | --------------------------------------------------- |
| "Quero Sentir de Novo"     | Eterno Amanhecer         | Péricles e Juninho                                  |
| "Presença de Paz"          | Desliga e Vem            | Péricles, Izaías, Mally e Piscina;                  |
| "Teu Olhar"                | Desliga e Vem            | Péricles, Chrigor e Izaías                          |
| "Jeitinho Manhoso"         | Cartão Postal            | Péricles                                            |
| "Teu Coração"              | Cartão Postal            | Péricles, Prateado e Luiz Claudio Picolé            |
| "Eu Quero Te Amar"         | Mais Uma Vez             | Péricles e Izaías                                   |
| "Mais Forte Que Eu"        | Mais Uma Vez             | Péricles, Chrigor, Thell e Isaías                   |
| "Pago Pra Ver"             | Mais Uma Vez             | Péricles                                            |
| "Beco Sem Saída"           | Mais Uma Vez             | Péricles                                            |
| "Bons Momentos"            | Bons Momentos            | Péricles, Chrigor e Izaías                          |
| "Estrela"                  | Alegrando a Massa        | Thiaguinho                                          |
| "Aquela Canção"            | Alegrando a Massa        | Péricles e Izaías                                   |
| "O Grande Amor"            | Esquema Novo             | Péricles e Thiaguinho                               |
| "Vinhos e Lingeries"       | Esquema Novo             | Thiaguinho                                          |
| "Faz Falta"                | Todos os Sambas Ao Vivo  | Thiaguinho, Cláudio Bonfin e Índio                  |
| "Livre pra Voar"           | Livre pra Voar           | Thiaguinho e Rodriguinho                            |
| "Graça"                    | Pagode do Exalta Ao Vivo | Thiaguinho                                          |
| "Valeu"                    | Ao Vivo na Ilha da Magia | Thiaguinho e Rodriguinho)                           |
| "Abandonado"               | Ao Vivo na Ilha da Magia | Thiaguinho / Pezinho / Matheus Santos               |
| "Até o Sol Quis Ver"       | Ao Vivo na Ilha da Magia | Thiaguinho e Cláudio Bonfim                         |
| "Duas Vidas Num Só Ideal"  | Ao Vivo na Ilha da Magia | Thiaguinho e Pezinho                                |
| "Céu e Fé"                 | Ao Vivo na Ilha da Magia | Thiaguinho, Bruno Cardoso e Luiz Henrique Damasceno |
| "Palavras de Amigo"        | Roda de Samba do Exalta  | Thiaguinho                                          |
| "Tá Vendo Aquela Lua"      | 25 Anos                  | Thiaguinho e Pezinho                                |
| "Fugidinha"                | 25 Anos                  | Thiaguinho e Rodriguinho                            |
| "Viver sem Ti"             | 25 Anos                  | Thiaguinho                                          |
| "Fase Ruim"                | 25 Anos                  | Cláudio Bonfim e Thiaguinho                         |
| "Não Tem Hora e Nem Lugar" | 25 Anos                  | Thiaguinho, Rodriguinho e Matheus Sena              |
| "Quero Ter Você"           | 25 Anos                  | Péricles                                            |
| "Virei A Mesa"             | 25 Anos                  | Thiaguinho                                          |

## Turnês e apresentações ao vivo

### Bloco Exaltamaníaco
Bloco Exaltamaníacos foi um bloco de carnaval em que o Exaltasamba tocava os seus pagodes.

## Premiações
A banda foi indicada a vários prêmios e ganhou vários deles. Dentre eles, o prêmio Grammy Latino de Melhor Álbum de Samba/Pagode pelo álbum 25 Anos, que foi indicado a um prêmio com Me Apaixonei Pela Pessoa Errada. Ganhou um prêmio com a música "Valeu", e conquistou diversos outros prêmios, veja a lista:
MTV Video Music Brasil
| Ano  | Nomeação | Resultado | Ref                 |
| ---- | --- | --------- | ------------------- |
| 1999 | "MTV Video Music Brasil 1999 Categoria:Videoclipe de Pagode" Com a música "Me Apaixonei Pela Pessoa Errada" | Indicado  | [carece de fontes?] |

Grammy Latino
| Ano  | Nomeação                                                                             | Resultado | Ref    |
| ---- | ------------------------------------------------------------------------------------ | --------- | ------ |
| 2009 | "Grammy Latino de Melhor Álbum de Samba/Pagode" Com o álbum Ao Vivo Na Ilha da Magia | Indicado  | [ 94 ] |

Troféu Raça Negra
| Ano  | Nomeação                 | Resultado | Ref           |
| ---- | ------------------------ | --------- | ------------- |
| 2009 | "Melhor Grupo De Pagode" | Venceu    | [ 95 ] [ 96 ] |

Prêmio de Música Digital
| Ano  | Nomeação | Resultado | Ref |
| ---- | --- | --------- | --- |
| 2010 | "Premiação por vendas: Música mais vendida de samba e pagode" Com a música "Valeu" do álbum Ao Vivo Na Ilha da Magia | Venceu    |     |

Troféu Imprensa
| Ano  | Nomeação                  | Resultado | Ref    |
| ---- | ------------------------- | --------- | ------ |
| 2011 | "Melhor Conjunto Musical" | Venceu    | [ 97 ] |

Grammy Latino
| Ano  | Nomeação                                                            | Resultado | Ref    |
| ---- | ------------------------------------------------------------------- | --------- | ------ |
| 2011 | "Grammy Latino de Melhor Álbum de Samba/Pagode" Com o álbum 25 Anos | Venceu    | [ 98 ] |

Prêmio Multishow de Música Brasileira
| Ano  | Nomeação                      | Resultado | Ref    |
| ---- | ----------------------------- | --------- | ------ |
| 2011 | "Melhor Grupo (voto popular)" | Venceu    | [ 99 ] |